# Erzgebirgisches Spielzeugmuseum Seiffen
Das Erzgebirgische Spielzeugmuseum Seiffen ist ein international anerkanntes Spezial- und Fachmuseum für erzgebirgisches Spielzeug und der erzgebirgischen Volkskunst. Es wurde im Jahr 1953 in Seiffen eröffnet. 1973 kam das Erzgebirgische Freilichtmuseum als volkskundlich-historisches Museum mit bislang 14 erzgebirgstypischen Häusern aus der Zeit vor 1900 am Ortsrand des Spielzeugdorfes hinzu. Der Museumskomplex liegt in der Hauptstraße 203. 

## Geschichte
Die Geschichte des Spielzeugmuseums beginnt mit der Holzspielwaren- und Holzwaren-Ausstellung Seiffen, die vom 9. Juli bis zum 3. August 1914 im Albert-Salon stattfand. Zum Eintrittspreis von 50 Pfg. – 25 Pfg. für Kinder – waren in der Ausstellung beispielsweise eine Arche Noah mit 300 Tieren, Schachfiguren, Erzeugnisse des Reifendreher-Handwerks, das damals nur in Seiffen – in einer Zwangsinnung – ausgeübt wurde, als auch größere Tierfiguren, die aus Pfosten ausgeschnitten wurden, zu bewundern. Zu sehen waren Erzeugnisse der Runddreherei und prächtige Schnitzarbeiten, sowie strohbelegte Arbeiten, die im beginnenden 20. Jahrhundert nicht mehr üblich waren, die aber auf Wunsch des Leiters noch einmal angefertigt wurden. Die Ausstellung hatte der Pfarrer Hermann Härtel (* 30. September 1864 in Lichtenstein; † 7. August 1919 in Seiffen/Sa.) organisiert, zusammen mit dem Bezirksgewerbeverein, dessen langjähriger Vorsitzender er war. Pfarrer Härtel stattete die Ausstellung mit einem Teil seiner Gemeindesammlung aus.
In einem wie eine alte erzgebirgische Wohnstube gestalteten Raum waren ein bemaltes Himmelbett (aus dem Jahr 1764), eine gewaltige Truhe (1734), eine im Deckel innen bemalte Truhe (1785), ein bunter mit Streublumen bemalter Kleiderschrank (1798), ein riesiger Bauerntisch mit edler Holzplatte, Steingut, Zunftkrüge, Gläser und anderer Hausrat ausgestellt. Auf dem Tisch stand ein mächtiger Tonkrug (1739), eine Zinnlampe (Gockel-Lampe) und eine aufgeschlagene Hausbibel. Abgerundet wurde die Stube mit einem Spanleuchter mit Spänen. An der Kasse konnten die Besucher nach einem Rundgang eine „Miniatur-Bauernstube mit der Ofenbank in der Zündholzschachtel“ erstehen.
Am 5. Dezember 1920 öffnete das neu eingerichtete Spielwarenmuseum in der Staatlichen Fachgewerbeschule. Die vom Gründer Oberstudienrat Professor Alwin Seifert seit 1914 zusammengetragene Sammlung „Ältere und neuere Spielsachen“ wurde durch die „Pfarrer Härtel-Sammlung“ bereichert. Mit den bei der Gewerbeschau 1914 gezeigten Exponaten wurde eine Bauernstube zusammengestellt, zusammen mit einem seltenen Kachelofen nebst Ofenbank. Ein über dem Tisch angebrachter (inzwischen restaurierter) Hängeleuchter (gefertigt von Louis Strauß) brachte die Stube in den zur Weihnachtszeit üblichen Schmuck. Es fehlten weder Weihnachtsengel, Bergleute, Nussknacker noch das Räuchermännel. Zur Ausstellung gehörten auch interessante alte und neue Spielzeuge und Lehrproben der Fachgewerbeschule. Zum damaligen Zeitpunkt war es das einzige Spielzeugmuseum in Sachsen.
Anfang der 1930er Jahre gab es im Seiffener Gebiet Bestrebungen, eine zentrale Werbeausstellung zu schaffen. Die damalige Staatliche Spielwarenschule übernahm die Gestaltung und Ausstattung der im Jahre 1936 eröffneten Spielzeug-Werbeschau Seiffen.
Am 5. Juli 1953 wurde darauf aufbauend das Haus als Heimat- und Spielzeugmuseum erneut geöffnet und schließlich in Erzgebirgisches Spielzeugmuseum Seiffen umbenannt. Leiter des Museums war Hellmut Bilz. Der erste Besucher des Museums war Rudolf Mauersberger, dessen Dresdner Kreuzchor am Abend zuvor in der Seiffener Pinge gesungen hatte. Mit dem Jahr 1999 erfuhr das Spielzeugmuseum eine umfassende Rekonstruktion und Erweiterung. Auf drei Etagen werden heute rund 5000 Exponate sowie umfangreiche Hintergrundinformationen präsentiert.

## Ausstellung
Die inhaltliche Konzeption zielt darauf ab, das gesamte erzgebirgische Spielzeuggebiet vorzustellen; einschließlich des böhmischen Teiles. Es werden dabei wichtige Wandlungen des Kultur- und Wirtschaftsraumes berührt. Die ältesten Exponate, vor allem des weihnachtlichen Brauchtums, stammen aus der Zeit um 1800. Diese Kostbarkeiten alter weihnachtlicher Volkskunst berichten vom Gemüt einer erzgebirgischen Lichterweihnacht. Besonders die ausgestellten Archen galten um 1880 als wichtige Exportartikel nach Übersee. In einem weiteren Ausstellungskomplex lassen Ausstellungsstücke die Vielgestaltigkeit und Originalität einstiger Miniaturspielzeuge nachvollziehen.
Ausführlich wird an anderer Stelle individuellen künstlerischen Handschriften und dem besonderen Lebenswerk einzelner Hersteller nachgegangen. Mit Musterblättern, Preisbeispielen und Warenverzeichnissen werden die historische Rolle und die Arbeitsweise der Spielwarenverlage sowie die internationalen Verknüpfungen des Spielzeugwinkels gedeutet. Schließlich wird der Bogen bis hin zum Kunsthandwerk und den zeitgenössischen Innovationen des gegenwärtigen Holzdesigns geschlagen. Im Dachgeschoss präsentieren sich neben einer wechselnder großen Sonderschau kleinere Kabinettausstellungen, wie beispielsweise „Der Bergbau in der Volkskunst“ oder „Hölzer der Welt – die Welt des Holzes“.
Eine Attraktion ist der seit 2008 in der Ausstellung in Funktion zu sehende Mechanische Heimatberg.

## Erzgebirgisches Freilichtmuseum
Das Erzgebirgische Freilichtmuseum, am 2. Mai 1973 als eine Abteilung des Spielzeugmuseums Seiffen eröffnet, versteht sich als volkskundlich-historisches Museum, in dem in verschiedenen Häusern, Werkstätten und Gebäudekomplexen das erzgebirgische Alltagsleben des 19. und frühen 20. Jahrhunderts dokumentiert wird. Ansatzpunkt bildete das erhalten gebliebene Preißler'sche Wasserkraftdrehwerk von 1760, in dem bereits in den 1960er Jahren der Versuch unternommen wurde, Bauwerk und technische Anlage dem Besucher in Funktion zugängig zu machen. In das Umfeld dieses Denkmales, strukturiert in einer für die Kammlandschaft des Erzgebirges typischen Streusiedlung, wurden bis heute folgende 14 Gebäude(komplexe) transferiert (Stand August 2020):
- Bergmannswohnhaus aus dem 18. Jahrhundert, Originalstandort in Seiffen, 1972 ins Museum umgesetzt
- Flößerwohnhaus aus dem 18. Jahrhundert, Originalstandort in Rechenberg-Bienenmühle, 1974 ins Museum umgesetzt
- Wasserkraftdrehwerk („Preißler‘sches Wasserkraft-Drehwerk“) von 1758/60, in situ erhalten
- Umspannstation von 1912/13, Originalstandort in Deutscheinsiedel, 1981 ins Museum umgesetzt
- Spielzeugmacherhaus aus der Zeit um 1827, Originalstandort in Seiffen, 1992 ins Museum umgesetzt
- Spankorbmacherhaus aus dem 18. Jahrhundert, Originalstandort in Dörnthal, 1982 ins Museum umgesetzt
- Waldarbeiterwohnhaus von 1813, Originalstandort in Brüderwiese, 1979 ins Museum umgesetzt
- Stellmacherei aus dem 18. Jahrhundert, Originalstandort in Seiffen, 1986 ins Museum umgesetzt
- Dorfspritzenhaus aus dem frühen 19. Jahrhundert, 1985 rekonstruiert, mit pferdegezogener Handdruckspritze von 1913
- Wohnstallhaus von 1752, Originalstandort in Oberseiffenbach, 1991 ins Museum umgesetzt
- Wasserkraftsägewerk aus dem 18. Jahrhundert, Originalstandort in Pfaffenhain, 1979 ins Museum umgesetzt
- Köhlerhütte mit Funktionsmodell eines Kohlenmeilers
- Haus eines Archenmachers mit Strohdach aus dem 17. Jahrhundert, Originalstandort in Seiffen, 1996 ins Museum umgesetzt
- Doppelwohnhaus aus dem 16. Jahrhundert (nach Brand 1870 neu erbaut), Originalstandort in Seiffen, 1996 ins Museum umgesetzt

Die Häuser, Scheunen, Schuppen oder technischen Anlagen stammen aus der Region des mittleren Erzgebirges. Das Wasserkraftdrehwerk ist eine ausgewählte Stätte für die vorgesehene Kandidatur zum UNESCO-Welterbe Montanregion Erzgebirge.

## Galerie
Erzgebirgisches Spielzeugmuseum

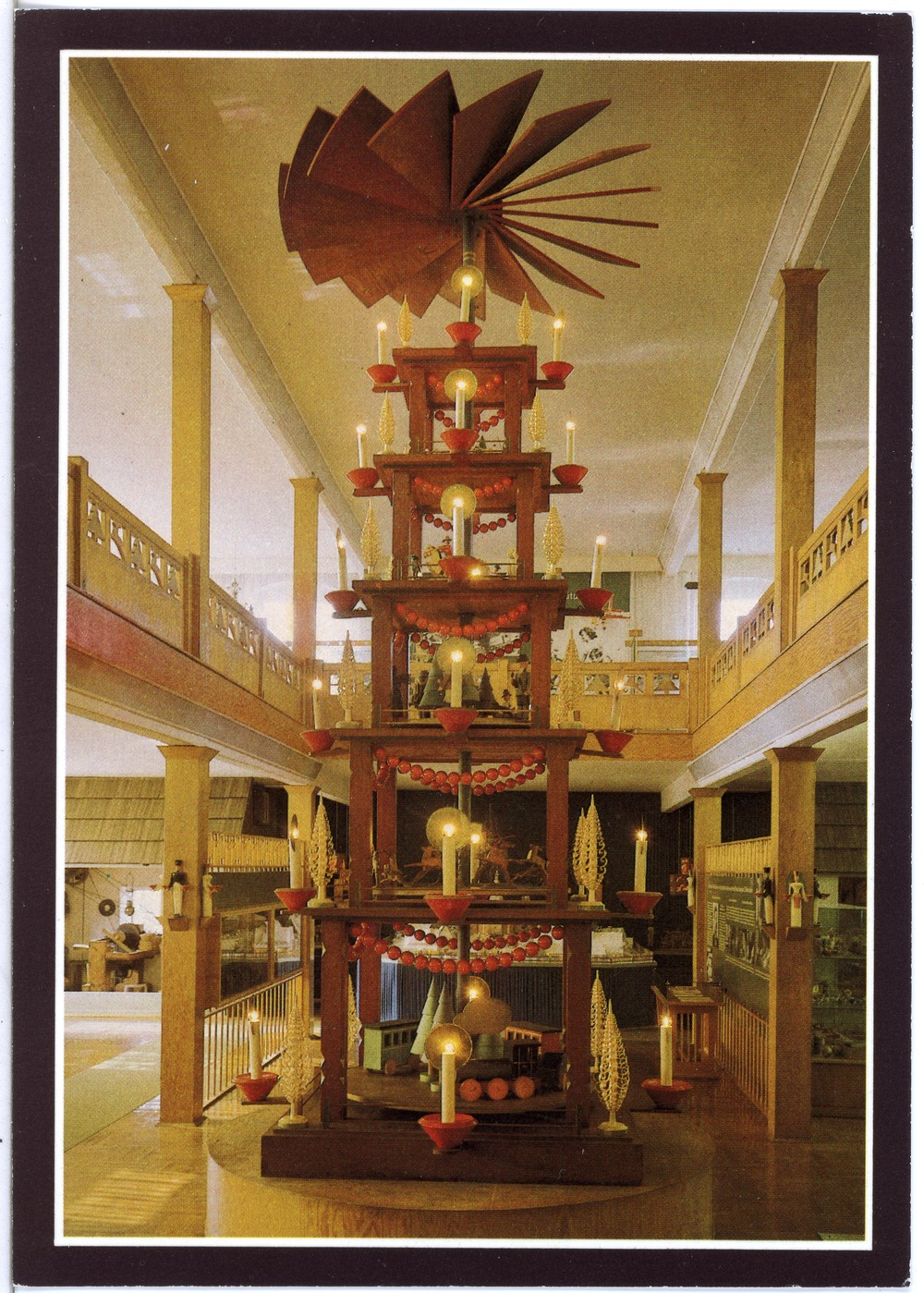
Große Pyramide
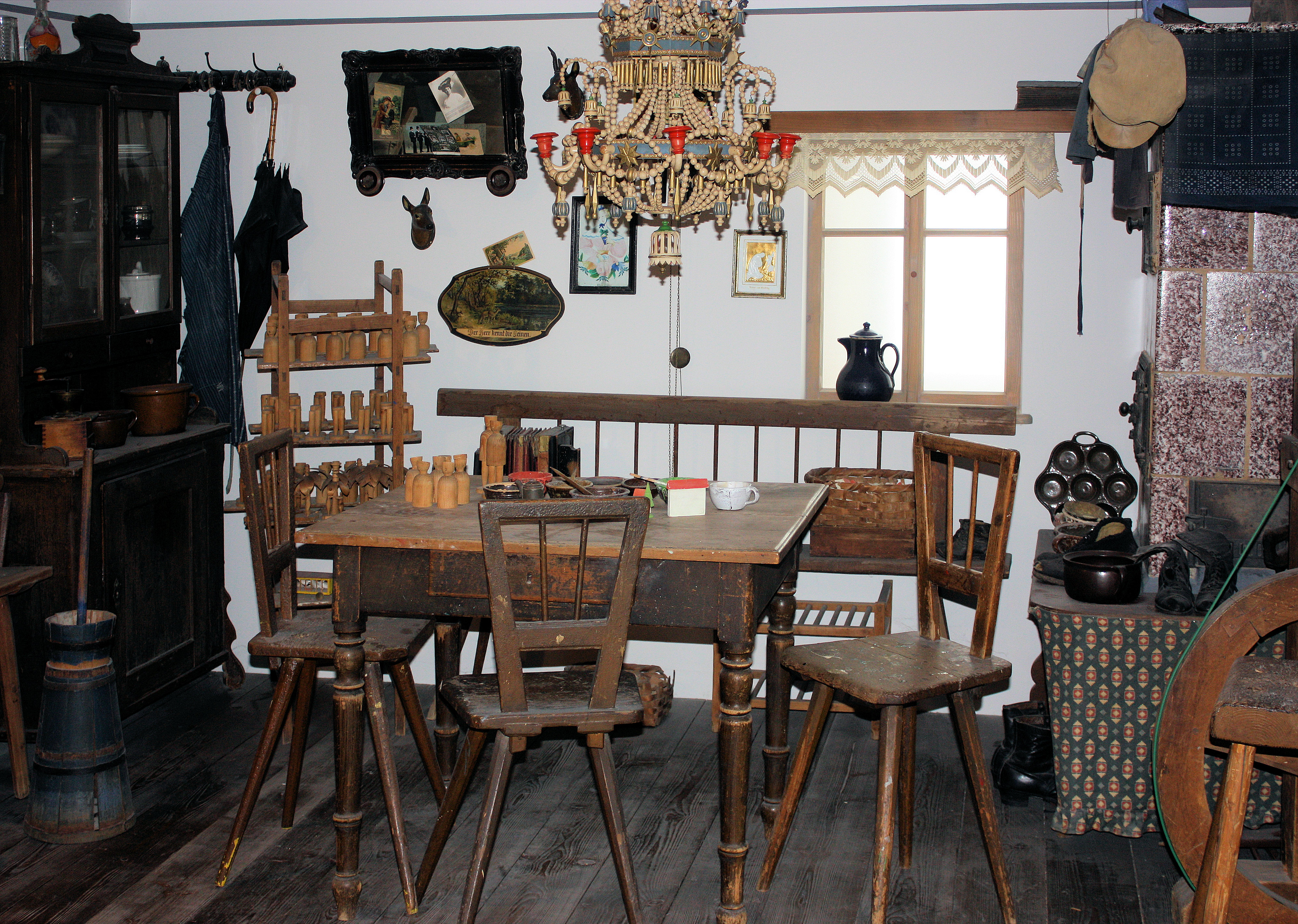
Nachgebildete Wohnstube einer Drechslerfamilie
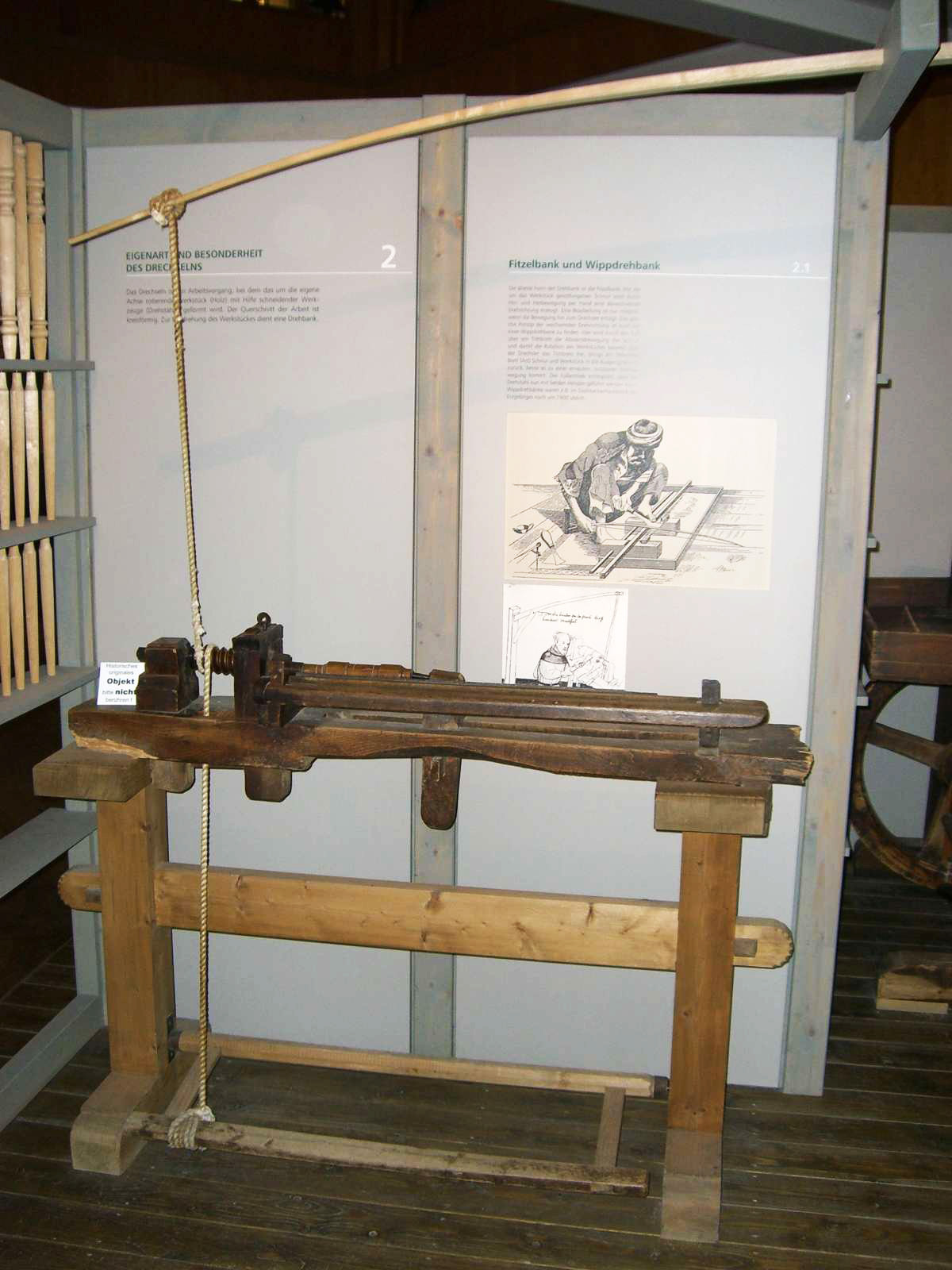
Historische Wippdrehbank
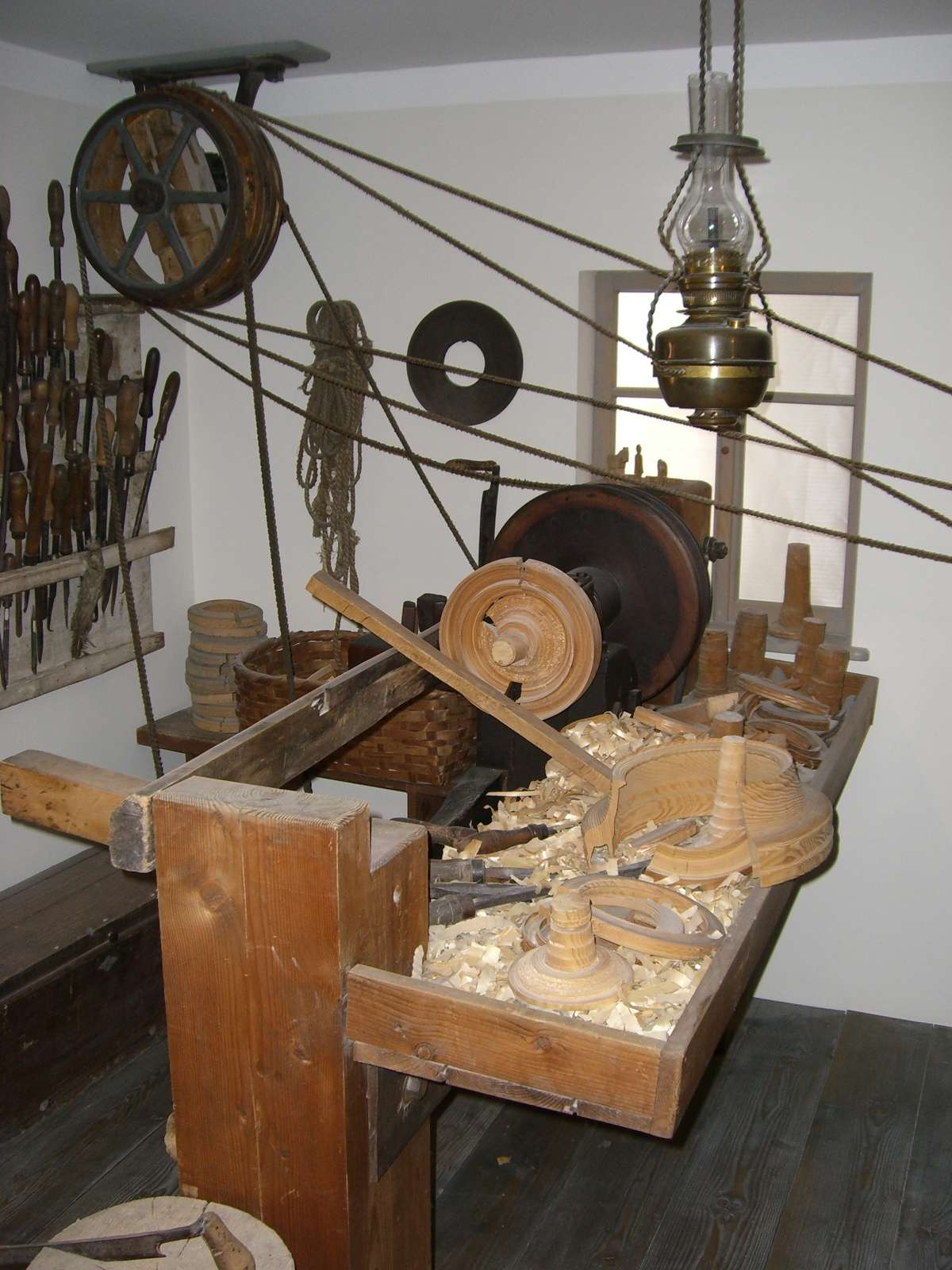
Reifendrehbank mit aufgespanntem Werkstück
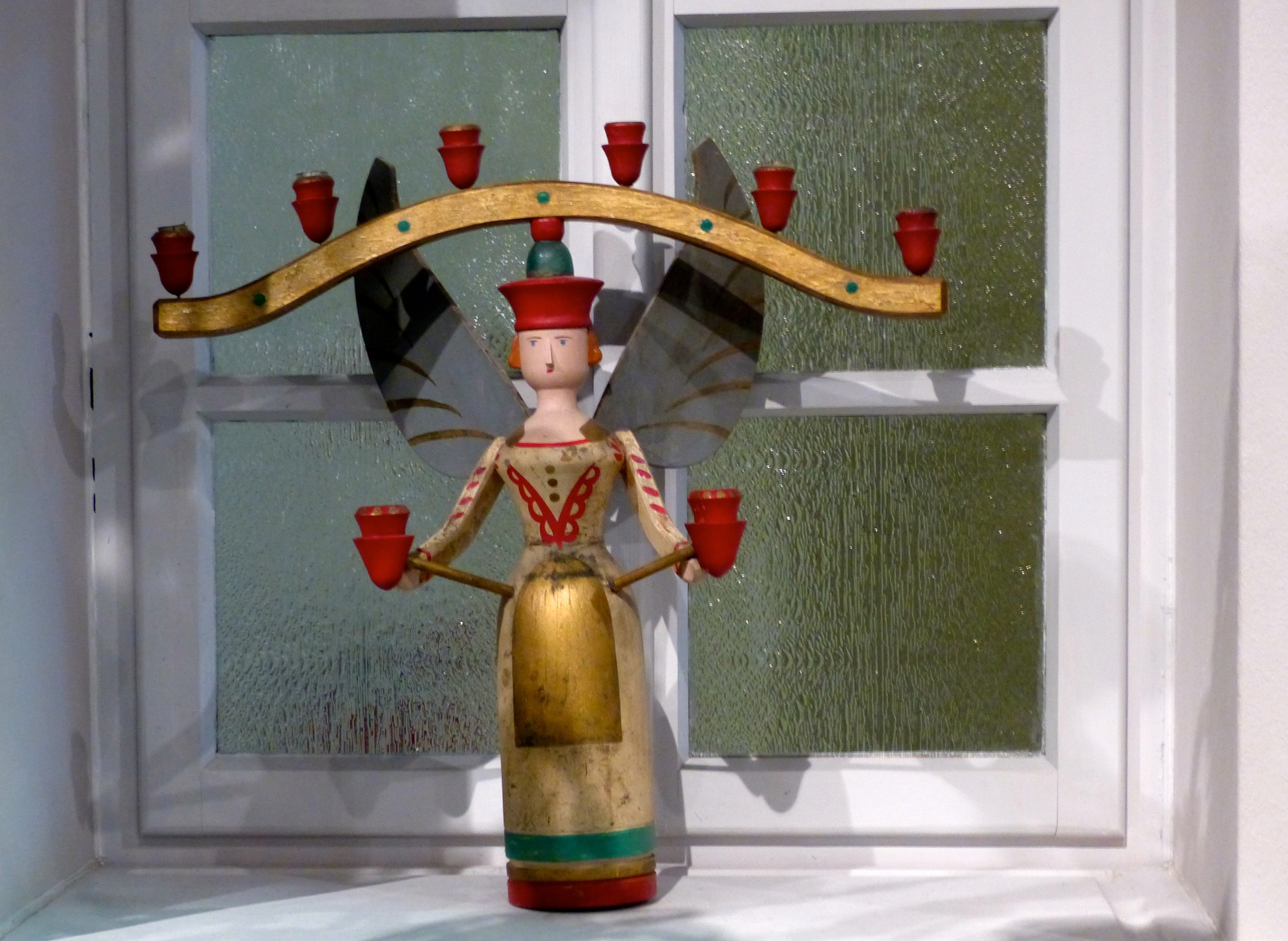
Lichterengel (um 1900)
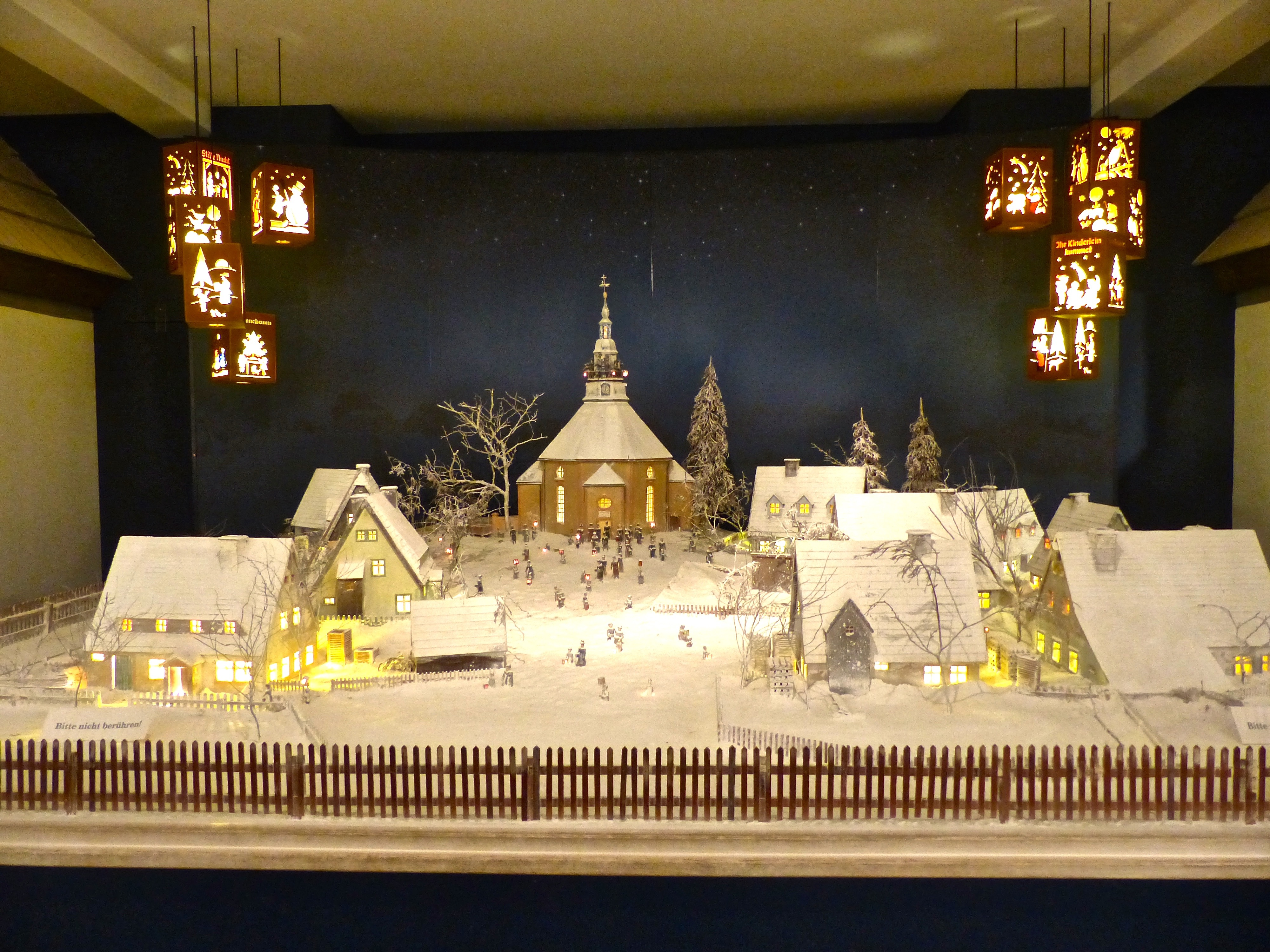
Weihnachtsberg

Erzgebirgisches Freilichtmuseum

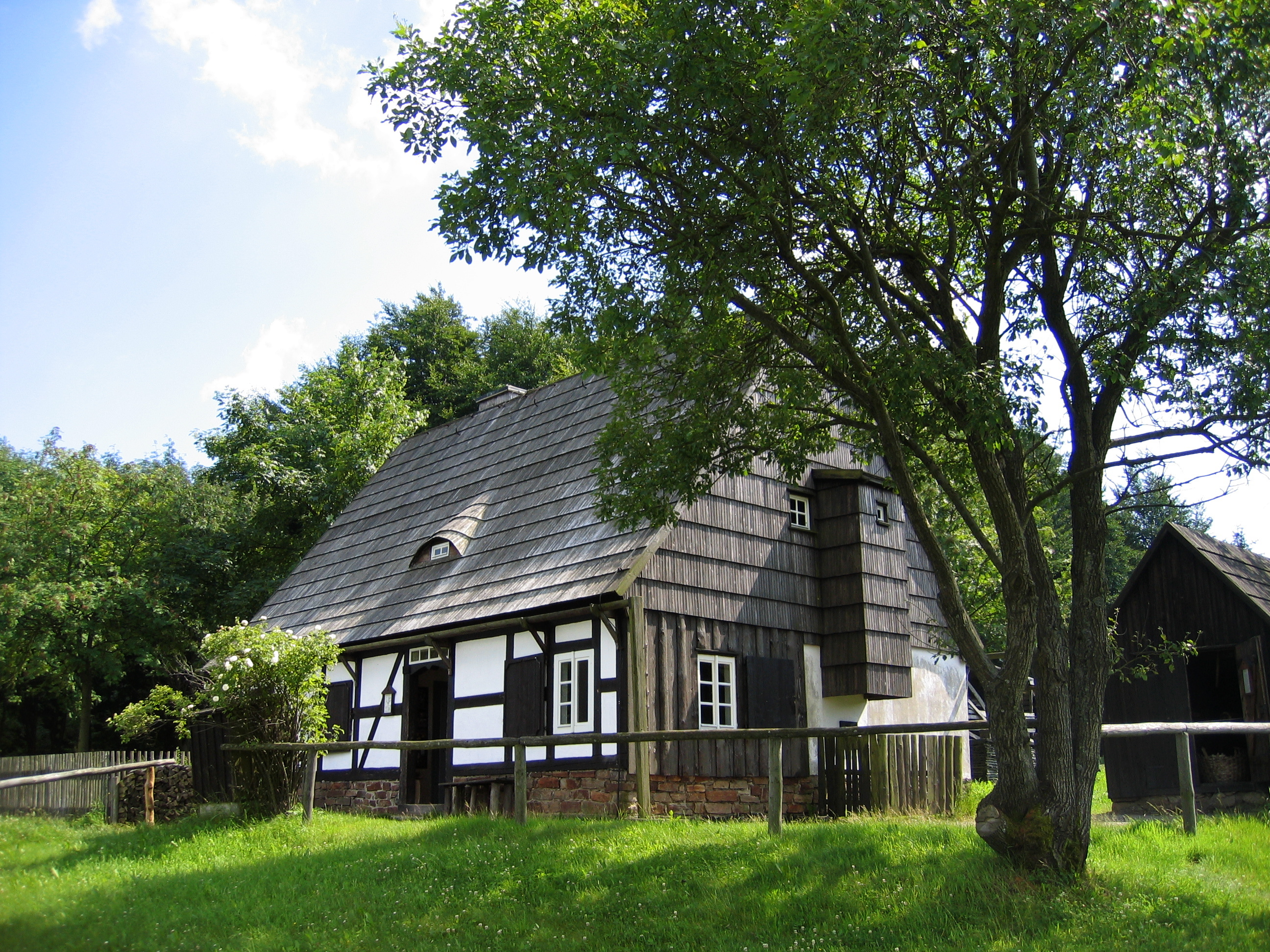
Bergarbeiterwohnhaus
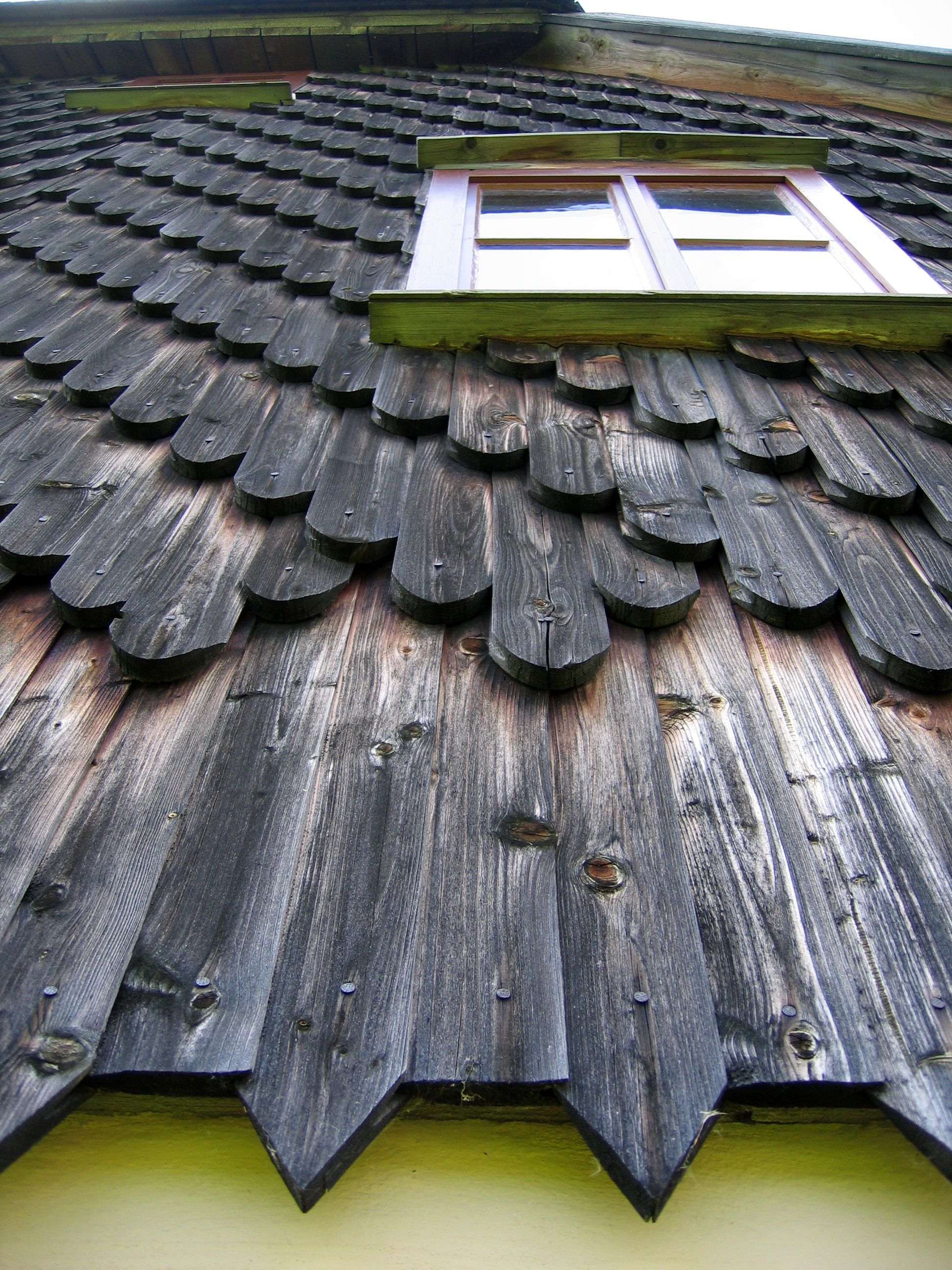
Holzschindelung an einem der wiederaufgebauten 14 Gebäude
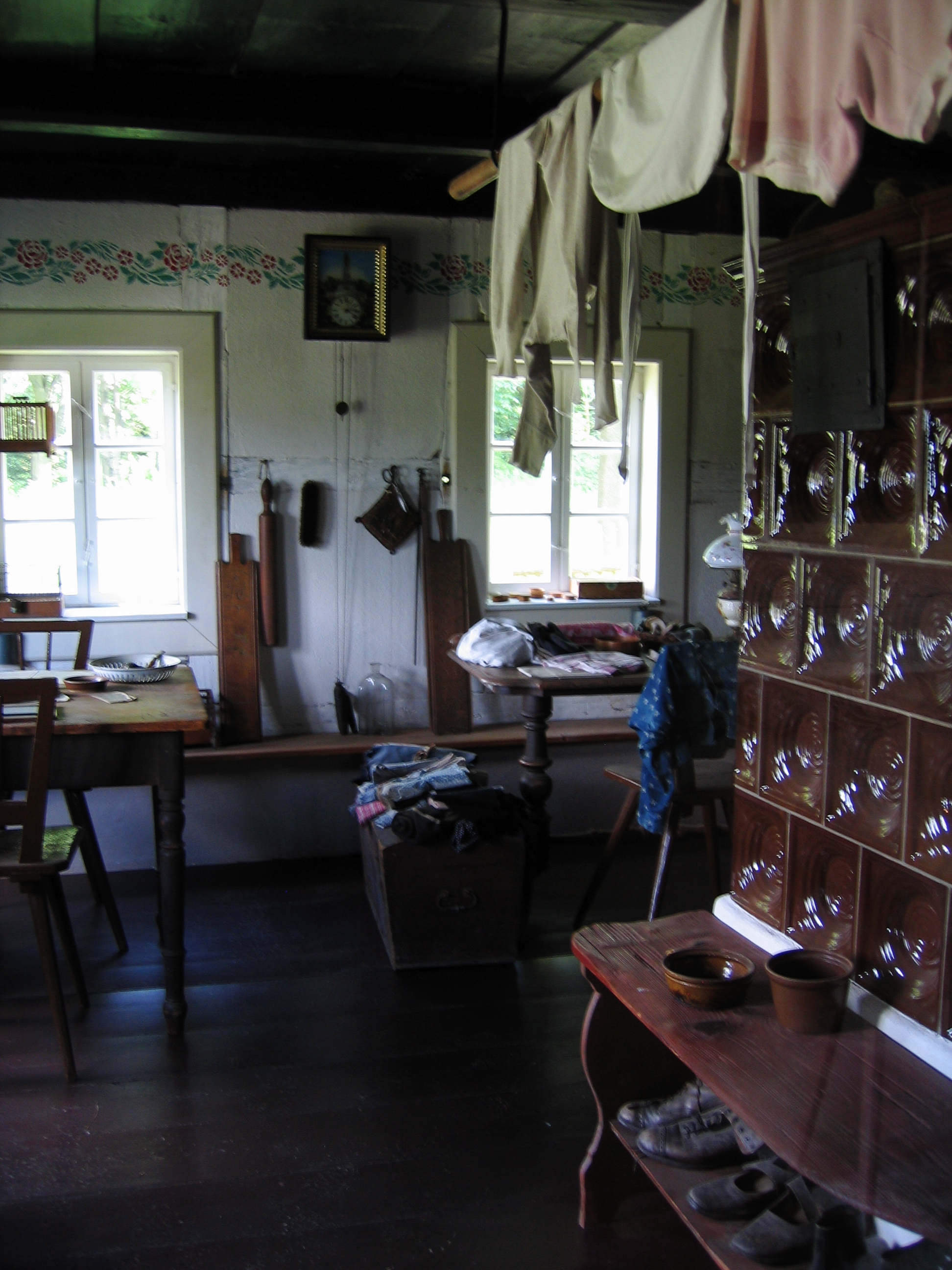
Typische erzgebirgische Hutzenstube
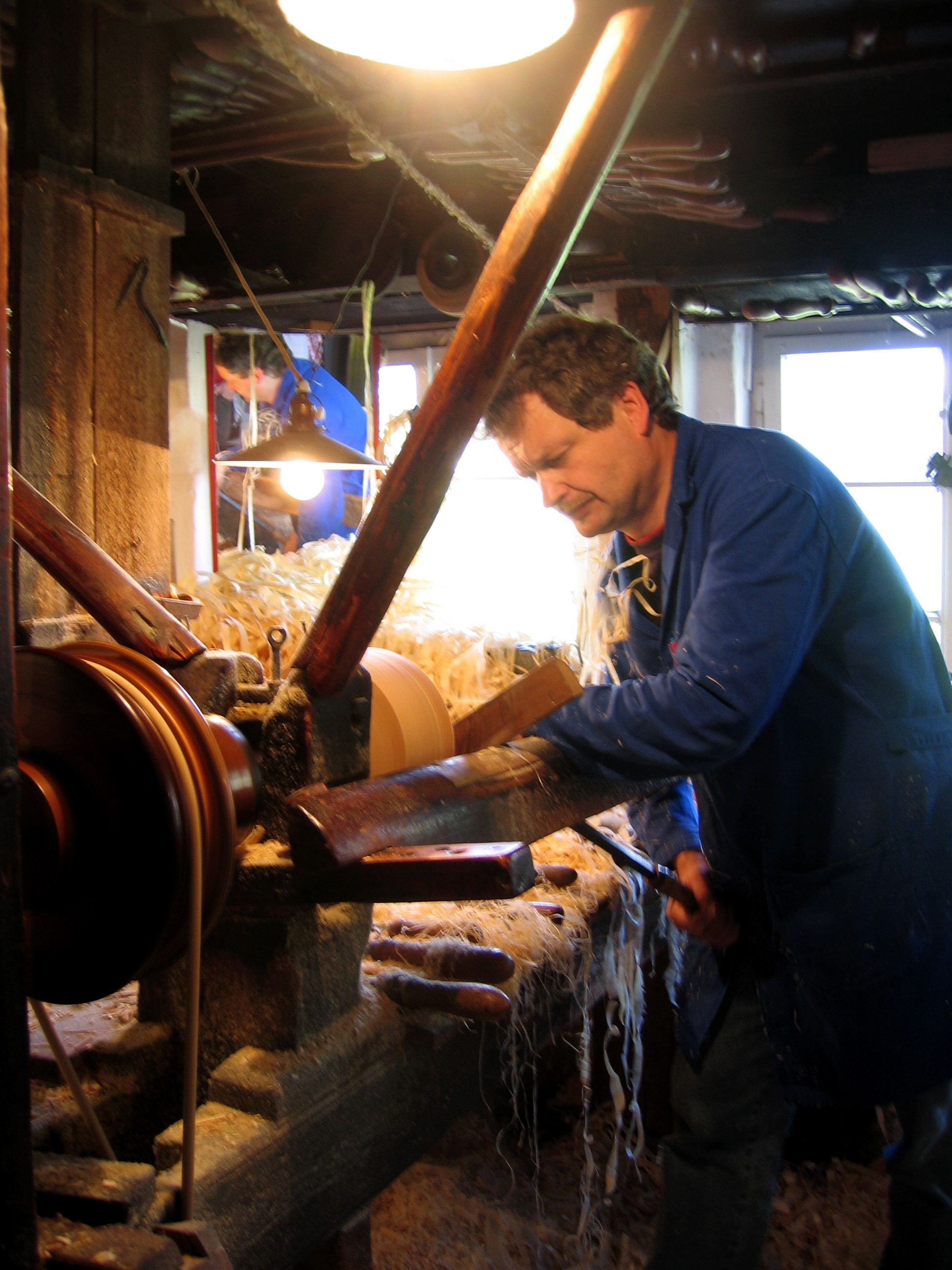
Reifendrehen
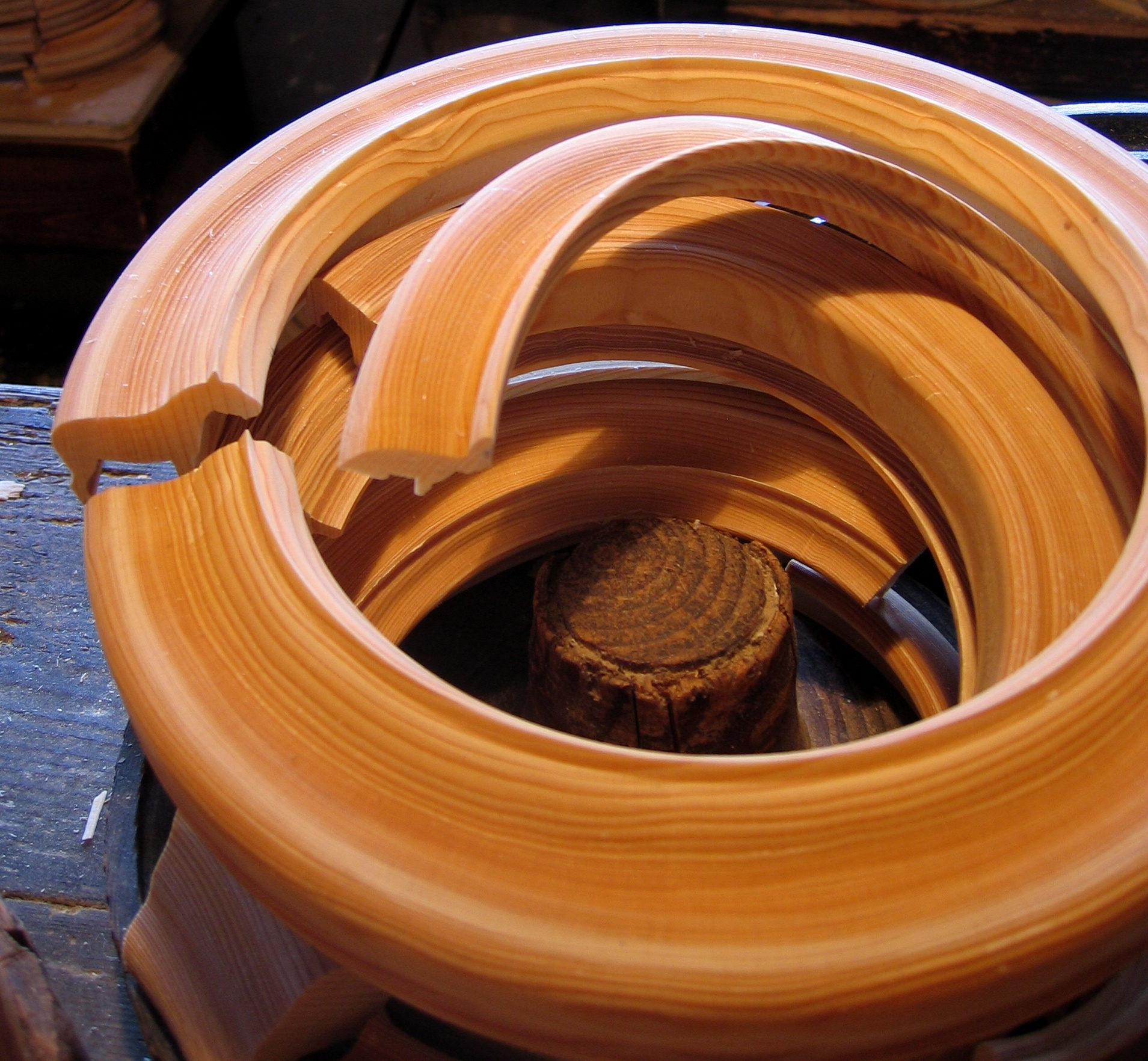
Entstehung der Reifentiere